# Велоспорт на літніх Олімпійських іграх 2016 — роздільна шосейна гонка (чоловіки)
Роздільна шосейна велогонка серед чоловіків на літніх Олімпійських іграх 2016 пройшла 10 серпня і була однією з 18-ти дисциплін у програмі змагань з велоспорту. Гонка стартувала і фінішувала в Понтал, невеликому півостові та пляжі в місцевості Рекрейо дос Бандейрантес у Західній зоні Ріо-де-Жанейро. Початок та фініш гонки входили до спортивних об'єктів групи Барра та була однією із семи тимчасових спортивних споруд Олімпійських ігор у Ріо-де-Жанейро.

## Траса
Чоловіча роздільна велогонка проходитиме по трасі, яка складатиметься з 2 оборотів по колу Грумарі довжиною 29,8 км, та матиме загальну довжину 54,5 км. Старт та фініш траси буде облаштовано на площі Тім Мая на дорозі Понтал (порт. Estrada do Pontal), після цього вона повертає на коло Грумарі за напрямком годинникової стрілки, де досягає першого підйому через 9,7 км (підйом Грумарі) та другого через 19,2 км (підйом Грота Фунда).

## Результати
| No. | Спортсмен             | Країна                | місце | Час        |
| --- | --------------------- | --------------------- | ----- | ---------- |
| 5   | Фаб'ян Канчеллара     | Швейцарія (SUI)       | 1     | 1:12:15.42 |
| 2   | Том Дюмулен           | Нідерланди (NED)      | 2     | 1:13:02.83 |
| 1   | Кріс Фрум             | Велика Британія (GBR) | 3     | 1:13:17.54 |
| 13  | Джонатан Кастровьєхо  | Іспанія (ESP)         | 4     | 1:13:21.50 |
| 8   | Роан Денніс           | Австралія (AUS)       | 5     | 1:13:25.66 |
| 11  | Мацей Боднар          | Польща (POL)          | 6     | 1:14:05.89 |
| 9   | Нелсон Олівейра       | Португалія (POR)      | 7     | 1:14:15.27 |
| 7   | Йон Ісагірре          | Іспанія (ESP)         | 8     | 1:14:21.59 |
| 16  | Джерейнт Томас        | Велика Британія (GBR) | 9     | 1:14:52.85 |
| 14  | Прімож Рогліч         | Словенія (SLO)        | 10    | 1:14:55.16 |
| 21  | Леопольд Кеніг        | Чехія (CZE)           | 11    | 1:15:23.64 |
| 4   | Тоні Мартін           | Німеччина (GER)       | 12    | 1:15:33.75 |
| 25  | Сімон Гешке           | Німеччина (GER)       | 13    | 1:15:49.88 |
| 20  | Міхал Квятковський    | Польща (POL)          | 14    | 1:15:55.49 |
| 10  | Ян Барта              | Чехія (CZE)           | 15    | 1:15:56.91 |
| 28  | Георг Прайдлер        | Австрія (AUT)         | 16    | 1:16:02.36 |
| 3   | Василь Кіриєнко       | Білорусь (BLR)        | 17    | 1:16:05.70 |
| 26  | Андрій Грівко         | Україна (UKR)         | 18    | 1:16:33.24 |
| 29  | Крістофер Юуль-Єнсен  | Данія (DEN)           | 19    | 1:16:49.62 |
| 19  | Тім Велленс           | Бельгія (BEL)         | 20    | 1:16:49.71 |
| 17  | Уго Уль               | Канада (CAN)          | 21    | 1:17:02.04 |
| 6   | Тейлор Фінні          | США (USA)             | 22    | 1:17:25.31 |
| 24  | Брент Букволтер       | США (USA)             | 23    | 1:17:57.61 |
| 23  | Андрій Зейц           | Казахстан (KAZ)       | 24    | 1:18:47.63 |
| 12  | Костянтин Сівцов      | Білорусь (BLR)        | 25    | 1:18:58.75 |
| 30  | Едуардо Сепульведа    | Аргентина (ARG)       | 26    | 1:19:07.84 |
| 22  | Даміано Карузо        | Італія (ITA)          | 27    | 1:19:46.53 |
| 31  | Павло Кочетков        | Росія (RUS)           | 28    | 1:20:07.59 |
| 27  | Алексі Вієрмоз        | Франція (FRA)         | 29    | 1:20:43.87 |
| 18  | Едвальд Боассон Хаген | Норвегія (NOR)        | 30    | 1:21:12.35 |
| 34  | Гадер Мізбані         | Іран (IRI)            | 31    | 1:21:39.45 |
| 15  | Жюліан Алафіліпп      | Франція (FRA)         | 32    | 1:24:39.99 |
| 33  | Моухссіне Лахсаіні    | Марокко (MAR)         | 33    | 1:25:11.72 |
| 35  | Ахмет Оркен           | Туреччина (TUR)       | 34    | 1:27:37.41 |
| 37  | Ден Крейвен           | Намібія (NAM)         | 35    | 1:27:47.93 |
| 32  | Хонатан Монсальве     | Венесуела (VEN)       | DNS   | —          |
| 36  | Юсеф Регігі           | Алжир (ALG)           | DNS   | —          |